# World Domination Enterprises
World Domination Enterprises — британская рок-группа, образовавшаяся в 1984 году в Лондоне, Англия, и исполнявшая атональный постпанк с элементами даба и индастриал, отмеченный (согласно Trouser Press) редким уровнем шумового хаоса и напряжённости и родственный по звучанию работам Big Black и Birthday Party. Три сингла группы входили в UK Indie Charts, наивысшей позиции (#8, 1988) достиг «I Can’t Live Without My Radio».

## История группы
К моменту образования World Domination Enterprises в 1984 году Кит Добсон был уже почти ветераном британского андеграунда. В частности, под псевдонимом Kif Kif Le Batteur он играл на ударных с Planet Gong и Here & Now (хоть и называл своим изначальным влиянием The Small Faces). В 1979 году Добсон образовал 012, группу, в творчестве которой импровизационность авангардной психоделии соединилась с панк-роком, фанатом которого он стал к тому времени.

Лидер группы так говорил об этом стилистическом «прыжке»: 
Между хиппи и панком нет существенной разницы. Оба движения исследовали суть общественных игрищ и на них реагировали. И в World Dom, и в 012 существенным был момент импровизации. Над искусством выразить «важность момента» я работал сознательно, и в какой-то мере это было продолжением того, что я начал в Here & Now. Мне захотелось эту «моментальность» поднять на новый уровень. Я ведь читал Станиславского. Оригинальный текст (англ.)There is no real difference between hippy and punk. They were both essentially about youth wising up to the charade of society being played out around them and reacting to it. There is also a lot of the essence of improvisation in World Dom and The 012. That ‘immediacy of the moment’ was something I worked with very consciously, and in a way it was a continuation of what had started in Here & Now. I wanted to take this ‘moment’ thing up to another level. I read Stanislavsky.Кит Добсон, 2009
012 явно не рассчитывали на коммерческий успех; концерты группы проходили в атмосфере хаоса, и организаторы нередко отключали электричество, чтобы согнать их со сцены. Одновременно Добсон создал лейбл с провокационным названием Fuck Off Records; в числе тех, кто подписался к нему, была группа Danny And The Dressmakers (где участвовал Грэм Мэсси, впоследствии — создатель и фронтмен 808 State). В 1980 году Добсон — вместе с другим участником Here & Now (позже ставшим известным благодаря сотрудничеству с The Fall) Грантом Шоубизом — создал Street Level Studios, где записывались многие лондонские группы того времени, исповедовавшие принцип DIY.
Выпустив две кассеты и один полноформатный альбом, претерпев изменение в составе (в группу пришёл басист Стив Джеймсон), 012 превратились в World Domination Enterprises. Одна из их уже записывавшихся песен, «Asbestos Lead Asbestos», в 1985 году стала первым синглом новой группы, задав и основную — экологическую — тему всего её творчества. Дебютный сингл был записан на деньги, полученные группой по каналам тэтчеровской программы Enterprise Allowance Scheme, предназначенной оказывать помощь начинающим бизнесменам. «Мы рождены бесправными; у нас всё отобрано при рождении — кучкой абсурдно богатых людей. Не только священное право, но и обязанность простых людей — отбирать полагающееся нам обратно, насколько это возможно», — так объяснял Добсон свою авантюру с получением «начального капитала», которая некоторым показалась циничной. Подобная риторика была характерна для группы: последняя выражала демонстративное неприятие тэтчеризма во всех его проявлениях, выражавшееся, помимо прочего, в сотрудничестве с Mutoid Waste Company, группой скульпторов, использовавших в качестве исходного материала индустриальные отходы. Добсон, называвший себя «мыслителем», впоследствии отрицал, что WDE были политической группой, хоть и признавал, что она пыталась противостоять истеблишменту. «Анти-истеблишмент? Ну конечно. Это прямой результат некоторого времени, проведённого в раздумьях… Если уж нужны в песнях слова, так почему бы не направить их на что-то действительно важное?» — говорил он.
В 1987 году WDE, подписал контракт с Mute Records выпустили (на два Product Inc.) сингла — «Catalogue Clothes» (#24 UK Indie Charts, 1986) и «Hotsy Girl» (#15, 1987), после чего направились в студию Cold Storage с продюсером Дэвидом М. Алленом (известным по работам с The Cure) записывать альбом. Работа оказалась нелёгкой: одна неделя из трёх ушла на (безуспешную) попытку воспроизвести оригинальное звучание «Asbestos Lead Asbestos», да и в целом музыканты остались недовольны «клинической очищенностью» звука. Тем не менее, альбом Let’s Play Domination (1988), которому предшествовал выпуск сингла «I Can’t Live Without My Radio» (#8, 1988), произвёл на критиков сильное впечатление, был признан выдающимся образцом шумового инди-рока и не утратил свою репутацию в течение последующих лет.
Группа выпустила сингл «Company News», а также компиляцию ремиксов, после чего провела турне по городам СССР. Но Product Inc. обанкротилась, и в начале 1990 года Диггер Меттерc ушёл из группы, чтобы присоединиться к Свидетелям Иеговы. В мае Добсон, сломленный обстоятельствами, официально не распуская группу, решил отойти от активной музыкальной деятельности. В 2008 году единственный альбом группы был перевыпущен на Free Love Records, собственном лейбле Добсона, который все эти годы существовал, выпуская пластинки андеграундных исполнителей (в частности, Ici Maintenants, группу, образованную участниками Here & Now).

## Дискография

### Альбомы
- Let’s Play Domination (1988)
- Dub Domination (1988)
- Love From Lead City (1989)
- Asbestos Lead Asbestos (1993, сборник, Caroline Distribution)[4]

### Синглы
- «Asbestos Lead Asbestos» (1985)
- «Catalogue Clothes» (1986)(#24 UK Indie Charts)
- «Hotsy Girl» (1987) (#15)
- «I Can’t Live Without My Radio» (1988) (#8)
- «The Company News» (1989)